# Барбон Микола Борисович
Барбо́н Мико́ла Бори́сович (нар. 14 серпня 1924, Зазим'я, Броварський район, Київська область — пом. 2 жовтня 2014, Київ) — український дослідник, поет, політв'язень, член Всеукраїнського братства ОУН-УПА ім. Романа Шухевича, комбатант.

## Життєпис. Має дві доньки,та правнуків.
1939 року закінчує семирічку, потім Київський річковий технікум.
Вирізнявся серед студентів незалежним характером і сміливими поглядами. Через професора Юскевича Микола Барбон познайомився з програмою ОУН і став членом організації. Захопився археологією, історією України, літературою, почав писати вірші. Коли почалася війна, курсант Барбон охороняв із гвинтівкою Володимирський собор, який совєти перетворили на склад пального. У 1941 р. в редакції журналу «Українське слово» в Києві зустрівся з поетесою Оленою Телігою, яка схвально відгукнулася про його вірші. Домовилися про співробітництво, але наступна зустріч не відбулася. Фашисти розстріляли Олену Телігу і професора Юскевича у Бабиному Яру разом з іншими українськими націоналістами. Микола Барбон теж був заарештований гестапо, але йому вдалося втекти з Солом'янської в'язниці, з німецького концтабору на Жулянах, потім при вивезенні на примусові роботи до Німеччини. Після втечі з поїзда на Волині у лісах під Ковелем воював в УПА, в одному з боїв був тяжко поранений у ногу. Щоб вилікуватися, Микола Барбон у вагоні з сіном, дістався товарним потягом до околиць Києва, а звідти з фальшивими документами — додому в Зазим'я.
Коли до села восени 1943 року вступили радянські війська, Миколу Борисовича разом з іншими юнаками мобілізували на фронт і кинули на форсування Дніпра — з лівого берега від села Хотянівка на правий берег до Вишгорода. «Нас навіть не переодягли у військовий одяг, — пригадує Микола Барбон. — На п'ятьох була одна гвинтівка. Радянські офіцери гнали на смерть, на знищення нас — українців. Туди, на правий берег Дніпра, ті, хто ще був живий, пливли під кулеметним вогнем фашистів, тримаючись за снопи, за дерев'яні хвіртки, за мішки з соломою або за якусь дошку. Хто повертався назад — того косили з лівого берега свої кулемети. З нашого батальйону на бравий берег допливло не більше 30 новобранців. Ось так знищувалася українська нація у війну після Голодомору в 30-х роках».
У липні 1944 на річці Прип'ять Микола Борисович отримав тяжке поранення від кулеметного вогню з німецького літака. Його евакуювали у шпиталь та після операції та тривалого лікування в Києві комісували. У 1945 вступив на філософський факультет Київського університету, де створив підпільний осередок ОУН.
Одружився, мав двох дітей, працював завідувачем бібліотеки в селі Зазим'я. Але 21 жовтня 1950 року М. Барбон був заарештований. Вироком Військового трибуналу був засуджений за «антирадянську та націоналістичну діяльність» на 25 років ув'язнення в тюремних таборах із конфіскацією майна. «З людини радянська влада перетворила мене на з/кТ-698. А моя дружина після цього вироку залишилася із двома дітьми на руках без хати, без корови й навіть без курей…»
Відбував покарання в Бутирській в'язниці (Москва), на Уралі, у Свердловську, Красноярську, Норильську. Активний учасник Норильського повстання в'язнів (1953), за що був відправлений до штрафного табору. «Після смерті Сталіна в політв'язнів з'явилася надія на пом'якшення надзвичайно жорстких табірних умов. Але то були марні сподівання, бо 25 травня того ж 1953 року були вбиті табірною охороною в'язні Жигайлов і Софроник, а також був поранений Дзюбук. Наступного дня сержант Дятлов автоматною чергою вбив трьох і поранив сімох в'язнів 4-го й 5-го табірних відділень. Саме там і почалося повстання, яке охопило всі інші відділення Норильського концтабору. Було створено страйкові комітети. На високі труби котелень ми підняли чорні прапори смерті й непокори. Цілодобово завивали сирени. З повітряних зміїв над Норильськом розсипалися тисячі листівок із закликом підтримати в'язнів морально: повідомити керівництву СРСР про насилля на в'язнями в Норильських таборах… На дахах та інших високих місцях колишні моряки азбукою Морзе за допомогою кольорових прапорців узгоджували й координували дії повстанців, а також повідомляли про трагедії із зони в зону. Навіть почала регулярно випускатися стінгазета „Шило“… Ключову роль у Норильському повстанні, яке тривало з 26 травня по 4 серпня 1953 року, відіграли українці, зокрема колишні бійці УПА. Коли почався штурм військами МВС захоплених в'язнями табірних зон і солдати та офіцери поливали повстанців свинцем з автоматів та кулеметів, українські патріоти відбивалися камінням. А коли й воно закінчилося — заспівали свій гімн „Ще не вмерла Україна“.
Від тривалого недоїдання ми ледве стояли на ногах, але команду полковника „Розійтися по бараках!“ не виконали. Після цього відчинилася залізна брама — і три шеренги солдат, виставивши поперед себе блискучі багнети на карабінах, пішли на нас. Ми стояли пліч-о-пліч, і кожен чув, як б'ється серце того, хто поруч. Моноліт непокори. Моноліт відчаю. І крихітний вогник надії, що ніби це сон — і ти будеш жити… Гострі багнети виблискували й наближалися до нас. Ще крок — й їхні вістря вперлися нам у груди. Солдати зупинилися. Це була страшна, неповторна мить найвищої нервової напруги. Життя кожного — на міліметр від смерті. І раптом крик — це в'язень-литовець не витримав і, вхопившись лівою рукою за гостре лезо багнета, правою вдарив солдата кухонним ножем. Тоді пролунала команда полковника „Коли!“ Під груди, там, де серце, врізалися багнети і стали червоними. Перші в'язні впали під ноги карателям, інші мовчки відступали до бараків. Там і почалася кривава розправа… 153 політв'язні-українці, розстріляні під час Норильського повстання, лежать у вічній мерзлоті під горою Шмідта».
Після звільнення з концтабору Микола Барбон закінчив заочно Харківський бібліотечний інститут, але його як «ворога народу» на кабінетну роботу ніде не брали. Щоб прожити, фарбував висотні щогли радіоантен, перекривав дахи й бані церков, заміняв на соборах хрести. («Бувало, лізу з прив'язаним за спиною хрестом на маківку храму, а люди внизу моляться за мене, щоб не зірвався».) Взимку чистив дахи висотних будинків від снігу та ринви від криги.
1962 року реабілітований, працював на заводі «Більшовик».
Наприкінці 1970-х отримав дозвіл на проведення розкопок на Київщині, у броварському лісі, серед його знахідок — сокира часів неоліту та рештки посуду трипільської культури.
Наприкінці життя Микола Барбон, інвалід першої групи, жив і працював у своїй квартирі на Солом'янці: перекладав українською із санскриту релігійні гімни Рігведи, а також з давньоєврейської — біблійні притчі Соломона.
Був знайомий з Оленою Телігою, Солженіциним, Руслановою.

## Творча діяльність
Миколі Барбону належать багато статей, історичних розвідок, віршів. Його праця «До історії Броварщини» була опублікована в газеті «Нове життя».
В останні роки працював над перекладами з санскриту, досліджував історію рідного краю. Чимало досліджень з історії села Зазим'я, зокрема про Зазимське повстання. Автор численних спогадів.
Друкувався у журналах, періодичній пресі.

## Вшанування
Нагороджений хрестом УПА, медаллю учасника Другої світової війни, «Пам'ятною медаллю на честь святкування ювілею — 50-річчя створення Української Головної Визвольної Ради 1944-УГВР-1994», кавалер ордена «За заслуги» ІІ ступеня.
25 грудня 2015 року Броварська міська рада перейменувала провулок Заслонова на честь Миколи Барбона.